# Semaeopus incolorata
Semaeopus incolorata är en fjärilsart som beskrevs av W. Warren 1904. Semaeopus incolorata ingår i släktet Semaeopus och familjen mätare. Inga underarter finns listade i Catalogue of Life.